# Duncan Edwards
Duncan Edwards (Dudley, Inglaterra, 1 de octubre de 1936-Múnich, 21 de febrero de 1958) fue un futbolista de la selección inglesa y del Manchester United. Falleció trágicamente a causa del fatal accidente aéreo de Múnich en 1958 junto a siete compañeros del United.

## Biografía
Duncan Edwards, primer hijo de Gladstone y Sarah Edwards, tuvo una hermana, Carole Anne, que murió en 1946 cuando apenas tenía catorce semanas de vida. 
Aquella desgracia unió a Duncan con sus padres, quienes siempre imaginaron un futuro excelente para su hijo, especialmente enfocado en el deporte, su gran pasión. 
«Nunca he conocido a alguien tan dotado técnicamente y tan fuerte y con la presencia que él tenía». Palabras de Bobby Charlton en referencia al que muchos críticos consideran la mayor promesa de la historia del fútbol inglés.
Se consideraba un futbolista total, de ida y vuelta, con condiciones innatas para la defensa, con incorporaciones letales en ataque y con una capacidad para el liderazgo que dejaba paralizados a sus rivales y, muchas veces, hasta a sus propios compañeros. 
El joven Edwards comenzó a jugar en el equipo de su ciudad, Dudley, con once años en un equipo en el que la edad media era de quince. Cuando cumplió esa edad el técnico del Manchester United, Bert Whalley, se adelantó a los demás clubes pretendientes del país y viajó a su casa, el día de su cumpleaños para ofrecerle su primer contrato profesional.
Debutó en Primera división contra el Cardiff City en abril de 1953. En la temporada 1955-56, Edwards gana la primera de las dos ligas consecutivas que ganaría con el United, en un gran equipo que se estaba gestando, junto a su gran amigo Bobby Charlton y de la mano de su técnico Matt Busby. En la Copa de Europa de la temporada 1956-57 alcanzaron las semifinales, cayendo ante el histórico Real Madrid de Alfredo Di Stéfano y Paco Gento. En su camino consiguieron resultados como el incontestable 12-0 al Anderlecht belga o el espectacular 5-6 que lograron en el cómputo global ante el Athletic Club. Aquella temporada ganaron la liga sacando 11 puntos de ventaja sobre el segundo clasificado.
Debutó en Inglaterra con tan sólo 18 años y 183 días, y fue titular contra Escocia el 2 de abril de 1955 (ganó 7-2), transformándose en el debutante más joven de toda la historia de Inglaterra después de la Segunda Guerra Mundial (récord que después batirían Wayne Rooney y Theo Walcott).

### Tragedia de Múnich
Llega la fatídica temporada 1957/58 en la que el United tiene como objetivos mantener su hegemonía en las islas y optar a la conquista de la Copa de Europa para tratar de hacer frente al Real Madrid. Los diablos rojos se presentan sin dificultades en cuartos de final tras eliminar al Dukla de Praga quedando encuadrado con el Estrella Roja de Belgrado al que vence en el partido de ida por 2-1. En el partido de vuelta el Manchester consigue la clasificación para semifinales al empatar, 3-3. El viaje de vuelta se antoja una celebración, pero el 6 de febrero de 1958 la tragedia escribe uno de los episodios más negros de la historia del fútbol mundial al estrellarse el vuelo 609 de la British European Airways con, según los críticos, el mejor Manchester United de toda la historia a bordo. Cuando el equipo estaba dispuesto a partir rumbo a Londres, todo se demoró una hora, ya que Johnny Berry había perdido el pasaporte y las autoridades yugoslavas le complicaban la salida del país. Finalmente el trámite se aclaró y el Airspeed Ambassador, matrícula G-ALZU, al mando del capitán James Thain partió de Belgrado rumbo a Múnich, en donde se realizaría una escala para reaprovisionar combustible. Todos estaban algo nerviosos, ya que el avión intentó dos despegues pero no pudo tomar altura suficiente porque las ruedas patinaban en la pista por la intensa lluvia helada que caía sobre la ciudad. Desde la torre de control le sugirieron a Thain que pospusiera la partida, pero éste se negó y forzó el tercer intento a las 3:04 de la tarde. El avión se elevó un centenar de metros y, ante el terror de todos, se precipitó a tierra a trescientos metros del aeropuerto, sobre una casa deshabitada. 
Fallecieron 23 personas y 21 se salvaron, entre ellas el entrenador Matt Busby y Bobby Charlton.
Edwards resultó muy golpeado y había perdido mucha sangre. Pero el principal problema era que se había destrozado el riñón. Los médicos necesitaban conseguir uno artificial, con urgencia, para salvar la vida del centrocampista. El riñón artificial llegó a las 32 horas, pero no funcionó como se esperaba. La sangre de Edwards se había coagulado y en el interior de su cuerpo se desató una hemorragia generalizada. Edwards resultó gravemente herido y falleció tras 15 días ingresado y luchando por su vida en el hospital Isar der Rechts de Múnich, donde murió el 21 de febrero de 1958.
Se dice que a punto de morir en el hospital, Edwards le dijo a Jimmy Murphy, ayudante del entrenador Matt Busby: «¿A qué hora es el partido contra los Wolves? Ese no me lo quiero perder de ninguna forma».

### Legado
Bobby Charlton reconoció que Duncan Edwards fue la única persona a quien, incluso hoy, realmente se sentía inferior. «Era bueno con la derecha, bueno con la izquierda, con un extraordinario remate de cabeza y muy sólido en defensa. Era capaz de ponerte un balón a sesenta metros de distancia».
Jimmy Murphy, el tipo al que Duncan le confesó que quería jugar el siguiente partido, dijo alguna vez: «Con el paso de los años, cuando escuchaba a Muhammad Alí decir que era el más grande, no podía parar de sonreír. El más grande fue Duncan Edwards».
El padre de Duncan, después de enterrar por segunda vez a un hijo, dijo en su despedida: «Quizá la gente le recuerde como el mejor futbolista de Inglaterra. Nosotros sólo podemos decir que era un buen hijo. El mejor hijo». 
El Imperio Británico le rindió un homenaje caluroso cinco días más tarde, en Dudley. Fue un adiós a la altura de un jefe de Estado, y sus compañeros no pudieron contener las lágrimas por el que, hasta entonces, era el verdadero jefe del vestuario. Bobby Charlton, después de lograr la Copa de Europa diez años después de la muerte de Duncan, recordó: «Edwards era incomparable. Fue terrible que muriera, y sólo puedo explicar a la gente que su adiós fue la mayor tragedia, porque era el mejor de todos nosotros. En toda mi vida como futbolista, siempre sentí que podía competir con cualquier jugador. Menos con Duncan. Él era el talento, siempre me sentí inferior a él. Nunca conocí a alguien tan dotado técnicamente y tan fuerte. Duncan tenía una presencia que nos eclipsaba a todos». 
En la iglesia de Saint Francis hay dos vidrios con la efigie de Duncan Edwards. En una de ellas, reza esta inscripción: «Hay muchos cuerpos, sólo hay un alma».

#### Otros comentarios
Sin duda iba a ser el mejor jugador inglés de todos los tiempos. Era un fuera de serie. Fue una gran tragedia que no lo pudiera ver más gente.
Bobby Charlton

Él era mi héroe
Bobby Charlton

Duncan Edwards, un hombre que habría llegado a ser tan famoso como Pelé ... Ambos eran geniales con el balón en los pies, jugadores capaces de regatear a cualquiera y marcar goles
Tom Finney